# Университет Темпл
Университет Темпл, или Темпльский университет (англ. Temple University) — государственный исследовательский университет в г. Филадельфия, Пенсильвания. Основан в 1884 году. Имеет семь кампусов в Пенсильвании и международные кампусы в Риме, Токио, Сингапуре, Лондоне и Овьедо. В университете обучается более 40 000 студентов. Это один из крупнейших университетов США (занимает 26-е место среди крупнейших университетов страны). Темпл принадлежит к категории университетов, финансируемых из государственного бюджета, но при этом функционирующих независимо. В 2016 году в рейтинге лучших американских вузов по версии U.S. News & World Report университет занял 115-е место.

## Факультеты
В состав университета входит 16 колледжей и школ (факультетов):
- Общежитие Morgan Hall на стадии строительства в 2013 годуTemple University School of Environmental Design
- Tyler School of Art
- Fox School of Business
- The Maurice H. Kornberg School of Dentistry
- Temple University College of Education
- Temple University College of Engineering
- College of Public Health
- Temple University Beasley School of Law
- Temple University College of Liberal Arts
- Temple University College of Science and Technology
- Temple University School of Medicine
- Boyer College of Music and Dance
- Temple University School of Pharmacy
- Temple University School of Podiatric Medicine
- Temple University School of Tourism and Hospitality Management
- Temple University School of Media and Communication

## Кампусы
Студенты могут жить в нескольких общежитиях на территории кампуса, которые включают в себя:
- Johnson and Hardwick Halls
- Peabody Hall
- James S. White Hall
- 1940 Residence Hall
- 1300 Residence Hall
- Morgan Hall
- Temple Towers

## Спортивные команды
Университет Темпл представлен в семнадцати видах спорта, в том числе:
- Американский футбол
- Баскетбол
- Бейсбол
- Гольф
- Большой теннис
- Фехтование

## Выпускники и преподаватели
- Дэнни Вудберн
- Хаге Гейнгоб
- Билл Косби
- Кунал Найяр
- Равиндра Сварупа Даса
- Ким Родс
- Боб Сагет
- Джесси Уильямс
- Кевин Харт
- Diplo
- Лори Этберг
- Рея Тадзири